# Gymnoscelis oribiensis
Gymnoscelis oribiensis är en fjärilsart som beskrevs av Claude Herbulot 1981. Gymnoscelis oribiensis ingår i släktet Gymnoscelis och familjen mätare. Inga underarter finns listade i Catalogue of Life.